# Dirk van der Aa
Pour les articles homonymes, voir van der Aa.
Dirk van der Aa (en français Thierry van der Aa), né le 1er mars 1731 à La Haye, et mort le 23 février 1809 dans la même ville, est un peintre rococo néerlandais, qui est mieux connu pour ses œuvres allégoriques. Dirk van der Aa est aussi un décorateur.

## Biographie
Dirk van der Aa est né le 1er mars 1731, à La Haye. Il est d'abord élève de Johann Heinrich Keller puis de Gerrit Mets,. Il s'associe avec son ancien maître Gerrit Mets dans la décoration des panneaux de voitures,.
Il ouvre avec lui un atelier où ils se spécialisent dans la peinture décorative en grisaille.
Il est courant à l'époque de peindre des armes, des fleurs, des enfants sur les panneaux des voitures, il excelle dans ce genre. Il peint aussi des tapisseries et d'autres ornements de salon. 
En 1755, Dirk van der Aa devient un membre de la Guilde de Saint-Luc. Il séjourne à Paris.
On cite parmi ses décorations importantes, une pièce dans la maison du baron de Heeckeren à La Haye et la décoration qu'il réalise pour l'entrée triomphale de Guillaume V à La Haye le 9 novembre 1768, dont la gravure est conservée à Amsterdam.
Il est corégent de la Fondation Renswoude jusqu'à sa mort. Dirk van der Aa meurt le 23 février 1809 à La Haye,.

## Élèves
- Evert Morel ;
- Louis Moriz ;
- David Wolff ;
- Cornelis Kuipers ;
- Johannes Christianus Roedig (en)[7] ;
- Jacob van der Aa, aussi appelé Andries van der Aa, son neveu.

## Œuvres

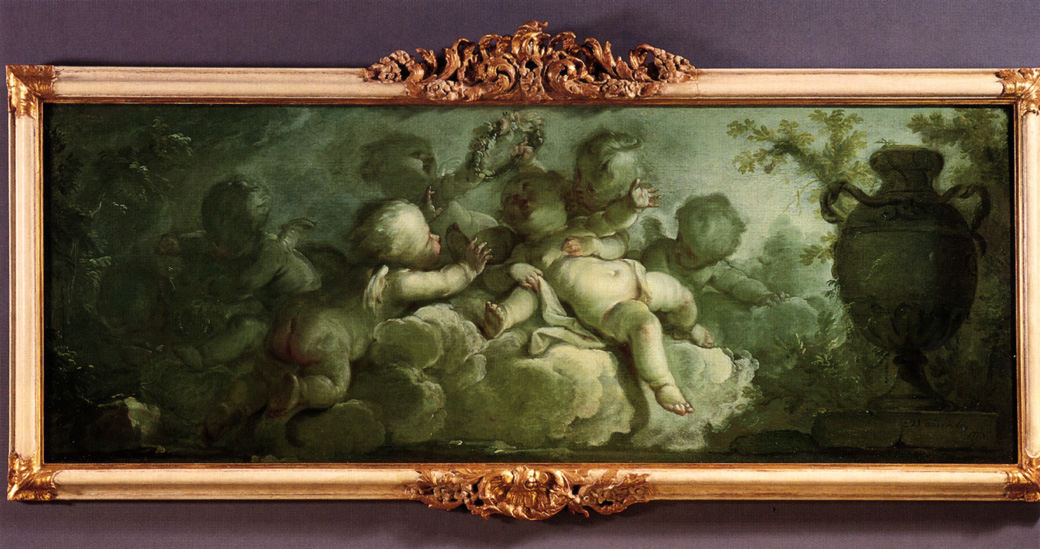
Putti jouant sur des nuages. Signé et daté "D. Vander Aa/1773". Huile sur toile, 119 x 45 cm

- Allégorie de l'Été : Les chérubins se dispersent dans un paysage (1775), partie de la paire avec l'Allégorie de l'Automne, vue sur Artnet
- Spielende Putten auf Wolken (Playing Putti on Clouds) (1773)
- An overdoor: Putti desporting on clouds by a vase on pedestal (1773) vue sur Artnet
- Spielende Putten, Allegorie des Sommers (Playing Putti, allegory of summer), attribué à Dirk van der Aa vue sur Artnet

#### Autres documents
- (nl) Johannes Immerzeel, « AA (DIRK VAN DER) », dans De levens en werken der hollandsche en vlaamsche kunstschilders, beeldhouwers, graveurs en bouwmeesters, van het begin der vijftiende eeuw tot heden, vol. 1, Amsterdam, J.C. Van Kersteren, 1842, 300 p. (lire en ligne), p. 1
- (nl) « AA (DIRK VAN DER) », dans Biographisch woordenboek der Nederlanden bevattende levensbechrijvingen van zoodanige personen, die zich op eenigerlei wijze in ons vaderland hebben vermaard gemaakt door A. J. van der Aa, vol. 1, Haarlem, J. J. van Brederode, 1852 (lire en ligne), p. 2
- (de) « Aa. Dirk van der Aa », dans Allgemeines Künstler-Lexikon, vol. 1, Engelmann, 1872, 727 p. (lire en ligne), p. 1